# Sainte-Anne (Gers)
Sainte-Anne – miejscowość i gmina we Francji, w regionie Oksytania, w departamencie Gers.
Według danych na rok 1990 gminę zamieszkiwało 55 osób, a gęstość zaludnienia wynosiła 8 osób/km² (wśród 3020 gmin regionu Midi-Pireneje Sainte-Anne plasuje się na 1008. miejscu pod względem liczby ludności, natomiast pod względem powierzchni na miejscu 1334.).